# Urso-cinzento
O urso-cinzento (Ursus arctos horribilis), também chamado urso-pardo, é uma grande subespécie de urso que ocorre na América do Norte.

## Nomenclatura e etimologia
Os exploradores americanos Meriwether Lewis e William Clark o chamaram grisley bear, que poderia significar urso grisalho em inglês (uma referência as pontas cinzas do pelo do urso) ou grisley, que significa "horrível" ou aquele que inspira medo. A ortografia moderna sugere o significado anterior; mesmo assim, o naturalista George Ord o classificou formalmente como U. a. horribilis, homenageando não a cor de seu pelo, mas ao seu comportamento temperamental e agressivo.

## Peso e massa

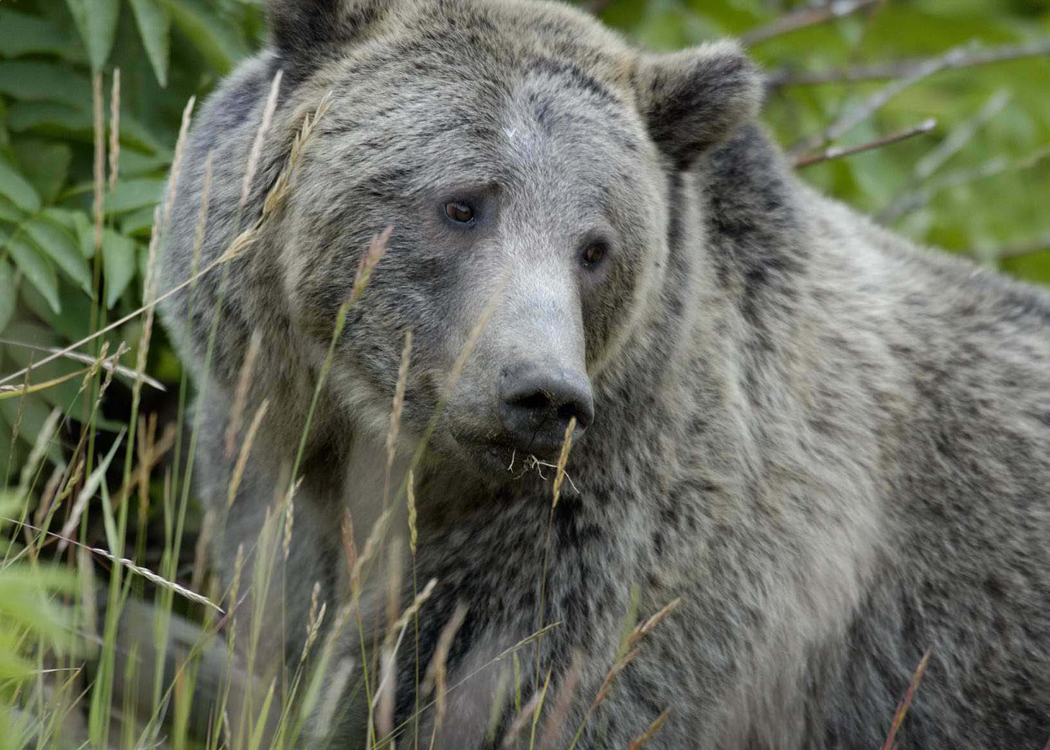
Um urso grisalho no Parque Nacional de Yellowstone, Estados Unidos

A maioria dos ursos grisalhos adultos pesam de 180 a 360 kg, com um comprimento total médio de 1,98 m e uma altura aproximada de 102 cm no ombro. Quando nascem eles pesam tão pouco quanto 500 gramas. Em algumas áreas como a do rio Yukon, as menores fêmeas podem pesar tão pouco quanto 100 kg. Um estudo descobriu que o peso médio para um urso grisalho macho adulto era de cerca de 272 kg, embora alguns atingissem até 408 kg, para as fêmeas o peso médio seria de 136 kg e 227 kg para as maiores. Por outro lado, foi registrado um macho de urso grisalho muito grande de 680 kg, um macho grande como esse pode atingir até 3 m de altura sobre as patas traseiras e até 1,5 m de altura no ombro.
Embora a cor de sua pelagem varie de loiro a quase preto, o urso grisalho é tipicamente marrom com pernas mais escuras e comumente possuem pelos mais brancos nas costas e nos flancos. Uma corcunda pronunciado em seus ombros, é tida como a melhor maneira de distingui-lo do urso negro americano, que não possuem está corcunda. As garras do urso pardo podem medir de 5 a 10 cm de comprimento.

## Distribuição geográfica e população
Os ursos pardos são encontrados na Ásia, Europa e América do Norte, o que lhes garante a mais ampla distribuição geográfica dentre todos os ursos, no passado eles também já habitaram, o norte da África e o Oriente Médio. Os ursos grisalhos por outro lado são exclusivos da América do Norte, eles eram encontrados desde o Alasca até o México e o extremo leste das margens ocidentais da Baía do rio Hudson. Hoje a subespécie é encontrada  no Alasca, sul e oeste do Canadá e em partes do noroeste dos Estados Unidos (incluindo os estados americanos de Idaho, Montana, Washington e Wyoming), podendo também ser avistado tão ao sul quanto em Yellowstone e no Grand Teton.
A subespécie é mais comum no Canadá, onde estima-se que existam cerca de 25 000 ursos grisalhos. A população no Alasca é de cerca de 30 000 ursos, a maior de qualquer estado americano.

## Biologia

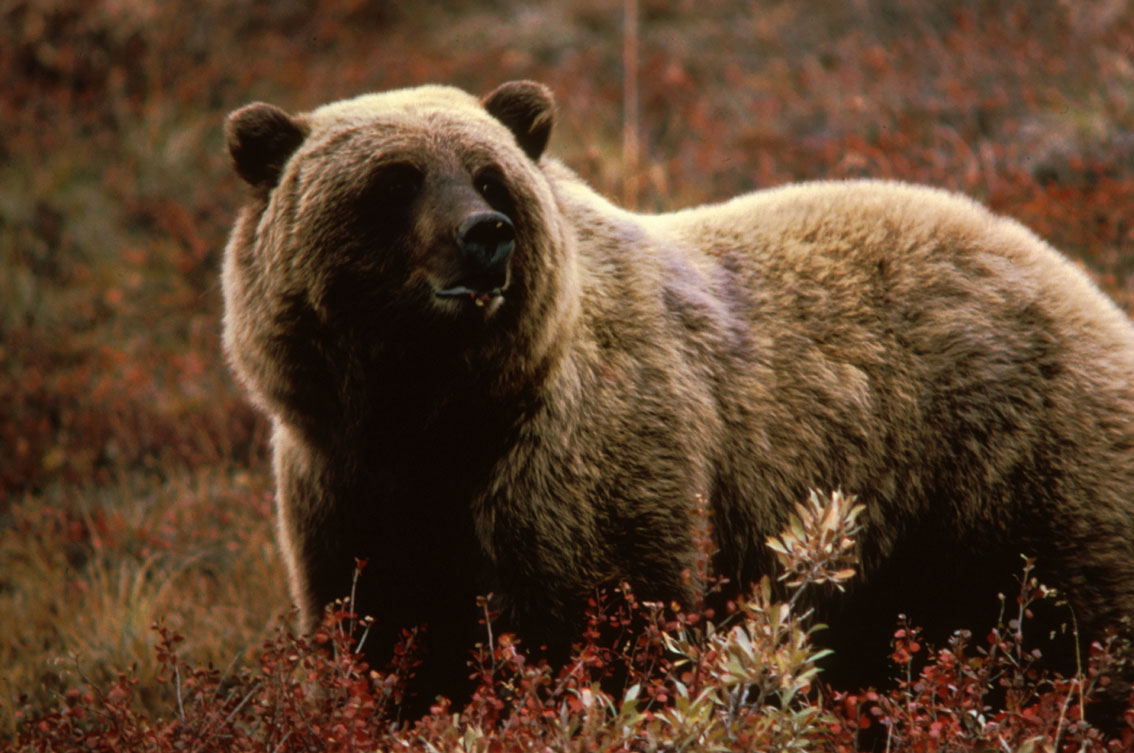
Um urso cinzento americano

### Hibernação
Os ursos grisalhos hibernam por cerca de 5 a 7 meses a cada ano, exceto em locais onde o clima é mais quente, como na Califórnia. Ursos fêmeas podem dar a luz a seus filhotes enquanto estão hibernando, logo que nascem, os bebês consomem o leite da mãe e continuam ganhando peso até o final da hibernação. Antes de hibernarem os ursos consomem grandes quantidades de comida, pois não se alimentarão pelos próximos cinco a sete meses. Durante o processo de letargia, eles também não urinam ou defecam. A hibernação geralmente termina em meados de março, abril ou início de maio. Durante o processo de acúmulo de gordura, os ursos podem ganhar até 180 kg. Em algumas áreas onde a comida é abundante durante o ano todo os ursos não hibernam.

#### Reprodução

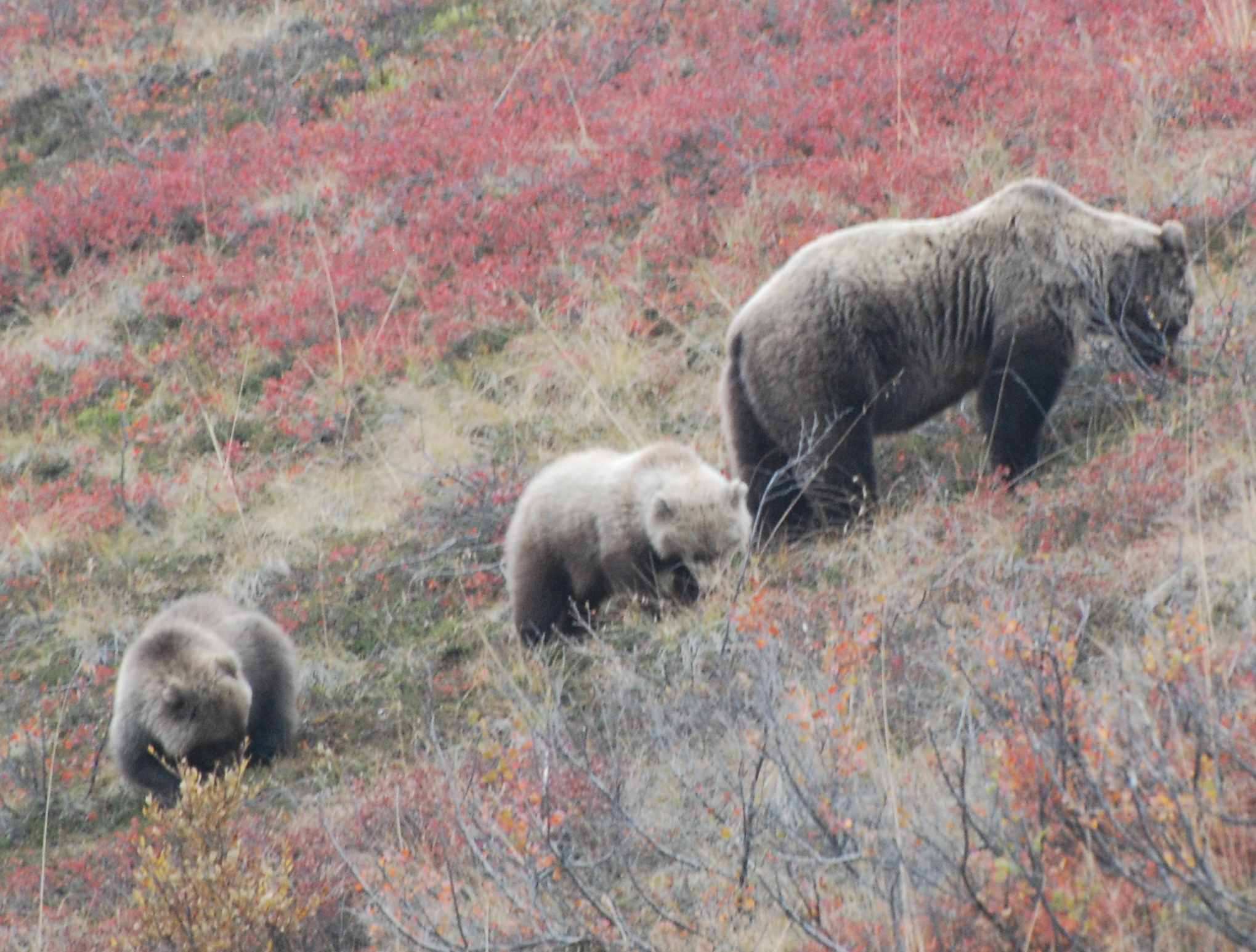
Uma fêmea forrageando com dois filhotes no Parque Nacional de Denali, Estados Unidos

Com exceção das fêmeas com filhotes, os ursos são geralmente animais solitários, mas nas áreas costeiras, os ursos se reúnem em grupos ao redor de córregos, rios e lagos durante a desova do salmão. As fêmeas podem dar à luz até quatro filhotes, mas geralmente nascem dois, que pesam apenas 450 gramas. As mães podem ser extremamente protetoras com seus filhotes, e não hesitarão em defendê-los se sentirem que estão ameaçados.
Os ursos grisalhos possuem uma das menores taxas de reprodução dentre todos os mamíferos terrestres da América do Norte. Isto é devido a numerosos fatores ecológicos, como por exemplo o fato dos ursos pardos não atingirem a maturidade sexual até terem pelo menos cinco anos de idade. Eles geralmente se acasalam no verão e a fêmea atrasa a implantação do embrião até a hibernação, durante a qual o aborto espontâneo pode acontecer se a fêmea não tiver recebido os nutrientes adequados e ingerido a quantidade calórica necessária. Em média as fêmeas têm 2 filhotes por ninhada, que nascem após uma gestação de 180 a 250 dias, e cuidarão deles por até 2 anos, antes de se acasalar novamente. Ocasionalmente as fêmeas podem encontrar seus filhotes já independentes, mas ambos se evitam.
Uma vez que seus filhotes são mortos, as fêmeas podem ficar sem se reproduzir por até 3 anos ou mais, dependendo das condições ambientais. Os ursos grisalhos machos possuem grandes territórios, de até 4 000 quilômetros quadrado, tornando difícil encontrar vestígios de fêmeas em densidades populacionais tão baixas. A fragmentação das populações pode fazer com que os ursos grisalhos estejam sujeitos à endogamia.
O urso grisalho é, por natureza um animal de vida longa, a expectativa de vida média para um macho é 22 anos, enquanto que para uma fêmeas é ligeiramente maior, de 26 anos. Ursos pardos cativos são conhecidos por viverem até 44 anos, enquanto que na natureza o urso macho mais velho já registrado tinha 39 anos, quando morreu no Alasca.

### Competição
O urso-cinzento consiste no maior predador existente na América do Norte. Mas possui ainda um relacionamento complexo existente com espécies predadoras menores, geralmente, o atrito é causado em decorrência do urso tentar roubar a presa dos demais. Certos animais se retiram para evitar a predação ou um conflito, e o urso consome massivamente da carcaça, mas sempre sobram restos para animais menores.